# Gouvernement Ouane I
République du Mali
Cissé II Ouane II
Le gouvernement Moctar Ouane (1) est le gouvernement de la république du Mali en fonction du 5 octobre 2020 au 24 mai 2021.

## Historique du mandat

### Formation
Dirigé par le Premier ministre indépendant Moctar Ouane, il succède au gouvernement Boubou Cissé (2).
Après le renversement du président de la République Ibrahim Boubacar Keïta et de son gouvernement lors du coup d'État de 2020 au Mali, Moctar Ouane est nommé Premier ministre de transition le 27 septembre 2020. Il prend ses fonctions le lendemain,. Initialement attendu pour le 29 septembre, le gouvernement est finalement formé le 5 octobre.

### Succession
Le 14 mai 2021, Moctar Ouane a présenté sa démission et celle de son gouvernement, président de transition Bah N'Daw. Moctar Ouane a immédiatement été reconduit et chargé de former un nouveau gouvernement faisant plus de place à la classe politique.

## Composition
Le gouvernement de transition de Moctar Ouane a été installé le 5 octobre 2020 dans le décret 2020-0074 / PTRM après le coup d'État d'août 2020.
| Portefeuille                                                                 | Titulaire | Titulaire                | Parti     |
| ---------------------------------------------------------------------------- | --------- | ------------------------ | --------- |
| Premier ministre                                                             |           | Moctar Ouane             | SE        |
| Ministre de la Défense et Anciens combattants                                |           | Sadio Camara             | Militaire |
| Ministre de la Justice                                                       |           | Mohamed Sidda Dicko      | SE        |
| Ministre de l'Administration territoriale et de la Décentralisation          |           | Abdoulaye Maïga          | Militaire |
| Ministre de la Sécurité et de la Protection civile                           |           | Modibo Koné              | Militaire |
| Ministre de la Réconciliation nationale                                      |           | Ismaël Wagué             | Militaire |
| Ministre de la Refondation de l'État et des Relations avec les institutions  |           | Mohamed Coulibaly        | SE        |
| Ministre des Transports et des Infrastructures                               |           | Makan Fily Dabo          | SE        |
| Ministre des Affaires étrangères et de la Coopération internationale         |           | Zeïni Moulaye            | SE        |
| Ministre de l'Économie et des Finances                                       |           | Alfousseyni Sanou        | SE        |
| Ministre de l'Urbanisme et de l'Habitat                                      |           | Dionké Diarra            | SE        |
| Ministre de l'Industrie, du Commerce et de la Promotion des investissements  |           | Arouna Niang             | SE        |
| Ministre de la Communication et de l'Économie numérique                      |           | Hamadoun Touré           | SE        |
| Ministre de la Culture, de l'Artisanat et du Tourisme culturel               |           | Kadiatou Konaré          | SE        |
| Ministre de l'Éducation nationale                                            |           | Doulaye Konaté           | SE        |
| Ministre de l'Enseignement supérieur et de la Recherche scientifique         |           | Amadou Keïta             | SE        |
| Ministre de la Santé et du Développement social                              |           | Fanta Siby               | SE        |
| Ministre de l'Agriculture, de l'Élevage et de la Pêche                       |           | Mahmoud Ould Mohamed     | SE        |
| Ministre de la Population du Mali à l'étranger et de l'Intégration africaine |           | Hamdou Ag Ilène          | SE        |
| Ministre du Travail et de l'Administration publique                          |           | Harouna Mahamadou Touréh | SE        |
| Ministre de l'Emploi et de la Formation professionnelle                      |           | Mohamed Salia Touré      | SE        |
| Ministre de l'Environnement, de l'Assainissement et du Développement durable |           | Bernadette Keïta         | SE        |
| Ministre de la Promotion de la femme, de l'Enfant et de la Famille           |           | Bintou Founé Samaké      | SE        |
| Ministre des Mines, de l'Énergie et de l'Eau                                 |           | Lamine Seydou Traoré     | SE        |
| Ministre de la Jeunesse et des Sports                                        |           | Moussa Ag Attaher        | SE        |
| Ministre des Affaires religieuses et du Culte                                |           | Mahamadou Koné           | SE        |